# 新田春夫
新田春夫（にった はるお、1944年4月5日－　）は、日本のドイツ語学者。東京大学名誉教授、武蔵大学特任教授。

## 来歴
富山県生まれ。東京都立大崎高等学校卒、1967年東京大学文学部独文科卒、69年同大学院人文科学研究科修士課程修了、東京大学教養学部助手、1975年東京医科歯科大学教養部助教授、1978年東大教養学部助教授、91年教授、93年同総合文化研究科教授、97年退官、名誉教授、武蔵大学人文学部教授、2010年同特任教授。2011年「ドイツ宗教改革期における民衆教化文書―その言語的・文書類型的特徴」で日本独文学会賞受賞。

## 著書
- 『ドイツ語ことばの小径 言語と文化の日独比較』大修館書店 1993

### 共編著
- 『語感』Florian Coulmas共編著 朝日出版社 1984
- 『ドイツ文法とドイツ』Randolf Jessl 共著 朝日出版社 1993
- 『ドイツ語学研究 2』千石喬,川島淳夫共編 クロノス 1994
- 『ドイツ語 1(初級編) 1998』Heiko Narrog 共著 放送大学教育振興会 1998
- 『ドイツ語 2(中級編) 1998』Sebastian Graeb-Konneker 共著 放送大学教育振興会 1998
- 『ふたつの世界のはざまで やさしい文法とテクスト』Sebastian Graeb-Konneker 共著 郁文堂 2001
- 『ドイツ語 2002』 Sebastian Graeb-Konneker 共著 放送大学教育振興会 2002
- 『エレメンテ ドイツ語の文法と表現』福間具子, Michael Feldt 共著 郁文堂 2008
- 『講座ドイツ言語学 第2巻 ドイツ語の歴史論』高田博行共編 ひつじ書房 2013
- 『クラウン独和辞典- 第5版』濱川祥枝,信岡資生監修 新田編修主幹 三省堂 2014